# Cháris Tsingáras
Theocháris « Cháris » Tsingáras (en grec moderne : Θεοχάρης «Χάρης» Τσιγγάρας), né le 20 août 2000 à Portariá en Grèce, est un footballeur grec qui évolue au poste de milieu central à l'Atromitos FC.

## Biographie

### En club
Né à Portariá en Grèce et frère d’Ángelos Tsingáras, Cháris Tsingáras est formé par le PAOK Salonique. Il joue son premier match en professionnel le 28 juin 2020, lors d'une rencontre de championnat contre l'Aris Salonique. Il entre en jeu à la place de Miroslav Stoch lors de cette rencontre remportée par son équipe (0-2 score final). Le 5 novembre 2020 il découvre la coupe d'Europe en jouant son premier match de Ligue Europa contre le PSV Eindhoven. Son équipe s'impose par quatre buts à un ce jour-là.
Il participe à la finale de coupe de Grèce en 2020-2021 avec le PAOK, remportée face à l'Olympiakos Le Pirée le 22 mai 2021 (1-2 score final),.
Le 1er septembre 2022, dernier jour du mercato estival, il est prêté au Toulouse FC jusqu'à la fin de la saison. Il s'agit d'un prêt payant de 300 000€ assorti d'une option d'achat de 2,5M€.

### En sélection
Cháris Tsingáras joue son premier match avec l'équipe de Grèce espoirs le 6 septembre 2020, face à Saint-Marin. Il est titulaire et son équipe s'impose par un but à zéro.

## Vie personnelle
Il est le frère de Ángelos Tsingáras, lui aussi footballeur professionnel.

## Statistiques
| Saison                | Club                  | Championnat           | Championnat | Championnat | Championnat | Coupe(s) nationale(s) | Coupe(s) nationale(s) | Coupe(s) nationale(s) | Compétition(s) continentale(s) | Compétition(s) continentale(s) | Compétition(s) continentale(s) | Compétition(s) continentale(s) | Autres compétitions | Autres compétitions | Autres compétitions | Autres compétitions | Total | Total | Total |
| Saison                | Club                  | Division              | M.          | B.          | P.d.        | M.                    | B.                    | P.d.                  | Comp.                          | M.                             | B.                             | P.d.                           | Comp.               | M.                  | B.                  | P.d.                | M.    | B.    | P.d.  |
| 2019-2020             | PAOK Salonique        | Super League          | -           | -           | -           | -                     | -                     | -                     | C3                             | -                              | -                              | -                              | PO                  | 2                   | 0                   | 0                   | 2     | 0     | 0     |
| 2020-2021             | PAOK Salonique        | Super League          | 9           | 0           | 0           | 5                     | 1                     | 0                     | C3                             | 4                              | 0                              | 0                              | PO                  | 7                   | 0                   | 0                   | 25    | 1     | 0     |
| 2021-2022             | PAOK Salonique        | Super League          | 13          | 0           | 0           | 2                     | 0                     | 0                     | C4                             | 7                              | 0                              | 0                              | PO                  | 6                   | 0                   | 0                   | 28    | 0     | 0     |
| 2023-2024             | PAOK Salonique        | Super League          | 8           | 1           | 0           | 3                     | 0                     | 0                     | C4                             | 10                             | 0                              | 1                              | -                   | -                   | -                   | -                   | 21    | 1     | 1     |
| Sous-total            | Sous-total            | Sous-total            | 30          | 1           | 0           | 10                    | 1                     | 0                     | -                              | 21                             | 0                              | 1                              | -                   | 15                  | 0                   | 0                   | 76    | 2     | 1     |
| 2022-2023             | Toulouse FC (prêt)    | Ligue 1               | 1           | 0           | 0           | 3                     | 0                     | 0                     | -                              | -                              | -                              | -                              | -                   | -                   | -                   | -                   | 4     | 0     | 0     |
| Total sur la carrière | Total sur la carrière | Total sur la carrière | 31          | 1           | 0           | 13                    | 1                     | 0                     | -                              | 14                             | 0                              | 1                              | -                   | 15                  | 0                   | 0                   | 73    | 2     | 1     |

## Palmarès
PAOK Salonique
- Coupe de Grèce (1) :
  - Vainqueur : 2020-21.

 Toulouse FC
- Vainqueur de la Coupe de France en 2023